# Ruud Gullit
Ruud Gullit (født 1. september 1962) er en tidligere hollandsk fodboldspiller, der i perioden 1981-1994 spillede 66 landskampe og scorede 17 mål. Han blev i 1987 kåret som bedste fodboldspiller i Europa og blev tillige kåret som verdens bedste fodboldspiller i både 1987 og 1989. På klubplan spillede han de første år af sin karriere i de nederlandske klubber Feyenoord og PSV Eindhoven inden han i 1987 kom til italienske AC Milan, hvor han spillede frem til 1993 og igen i 1994. Mellem de to sidstnævnte år, var han tilknyttet Sampdoria, som han også kortvarigt vendte tilbage til i 1995. Han sluttede sin store karriere i engelske Chelsea F.C., hvor han var engageret frem til 1998. Han var tillige klubbens træner de to sidste år. Sidenhen har har også bestridt trænergerningen i Newcastle United F.C. (1998-1999) og i barndomsklubben Feyenoord uden den store succes (2004-2005). Gullit har været gift tre gange og har seks børn.